# اینکوار یانسون
اینکوار یانسون (ایسلندی: Ingvar Jónsson؛ زادهٔ ۱۸ اکتبر ۱۹۸۹) بازیکن فوتبال اهل ایسلند است.
وی همچنین در تیم ملی فوتبال ایسلند بازی کرده‌است.